# Narzisstische Neurose
Narzisstische Neurose ist eine Sammelbezeichnung in der Krankheitssystematik der Psychoanalyse. Freud bezeichnete zunächst alle Psychosen als narzisstische Neurosen, insbesondere also die Schizophrenie und die manisch-depressive Erkrankung. Diese als schwere psychische Krankheiten bekannten Störungen hielt er für mit der psychoanalytischen Technik zu wenig erreichbar. Er grenzte sie daher von den Übertragungsneurosen ab, die er für psychotherapeutisch besser beeinflussbar hielt. Die Fähigkeit zur Übertragung eines zu behandelnden Patienten war für Freud ausschlaggebendes Kriterium für den therapeutischen Erfolg. Die ungenügende oder fehlende Fähigkeit zur Übertragung führte Freud auf eine narzisstische Regression zur oralen Phase zurück. Diese Regression bezog sich auf sein Konzept des Narzissmus. Die seelische Energie (Libido) werde vom Therapeuten weg auf das eigene Ich zurückgezogen. Heute wird diese Tatsache als mangelnde Objektbeziehung angesehen (Objektbeziehungstheorie).

## Geschichte der Psychiatrie
Der Begriff narzisstische Neurose war Gegenstand heftiger Auseinandersetzungen – ausgetragen zwischen Anhängern verschiedener nosologischer Theorien. Befürworter der Somatogenese und die der Psychogenese standen sich gegenüber. Kernpunkt dieser Differenzen war die Bedeutung und Berechtigung der Klassifikation der Gruppe von sog. endogenen Psychosen. Die Anhänger der Theorie endogener Psychosen vertraten den Standpunkt der Somatogenese, die der Psychoanalyse verfochten die Psychogenese. Vertreter der klassischen deutschen Psychiatrie betrachteten die Begriffsbildung der narzisstischen Neurose daher bereits 1968 als überholt, so z. B. der Heidelberger Psychosomatiker Walter Bräutigam. Dagegen halten Befürworter der Psychogenese den Begriff der endogenen Psychosen für veraltet. Beide Begriffe, sowohl der endogenen Psychosen, als auch der narzisstischen Neurosen, haben diese Auseinandersetzungen überstanden. Allerdings hat der Begriff der narzisstischen Neurose einen Bedeutungswandel durchgemacht. Er wird nicht mehr wie von Freud auf alle Psychosen bezogen, sondern ist synonym für die narzisstischen Persönlichkeitsstörungen, solange sie in ihrer Dynamik einer Neurose entsprechen bzw. nicht von der Gefahr der Ich-Fragmentation begleitet sind. Sie bedarf der Abgrenzung gegenüber den Borderline-Störungen ebenso wie gegenüber den Übertragungsneurosen Freuds.